# Impatiens qingchengshanica
Impatiens qingchengshanica är en balsaminväxtart som beskrevs av Y.M.Yuan, Y.Song och X.J.Ge. Impatiens qingchengshanica ingår i släktet balsaminer, och familjen balsaminväxter. Inga underarter finns listade i Catalogue of Life.